# Пукалусъярви
Пука́лусъярви (фин. Pukalusjärvi) — озеро на границе России и Финляндии. Российская часть расположена на территории Выборгского района Ленинградской области. Государственная граница разделяет озеро почти точно пополам. В 2 км южнее границы озеро пересекают российские инженерно-технические проволочные заграждения, оставшиеся со времён холодной войны, таким образом с российской стороны для туристов доступна только треть озера, южнее заграждений.
Площадь поверхности — 3,6 км². Высота над уровнем моря — 27,9 м.
Для бесконфликтного общения с российскими пограничниками при посещении озера рекомендуется сделать пропуск ФМС РФ, или, в крайнем случае, иметь документы, подтверждающие российское гражданство и финскую визу.